# The Hongkong and Shanghai Banking Corporation

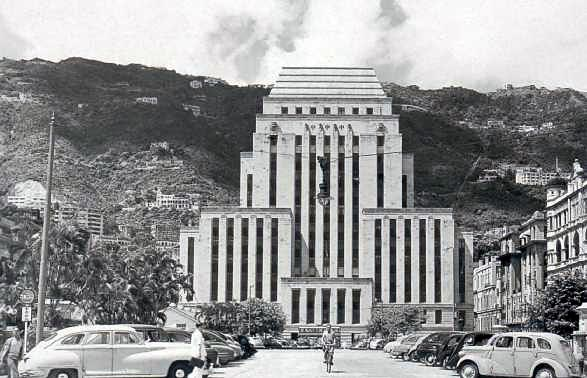
Штаб-квартира HSBC в Гонконге (1936)

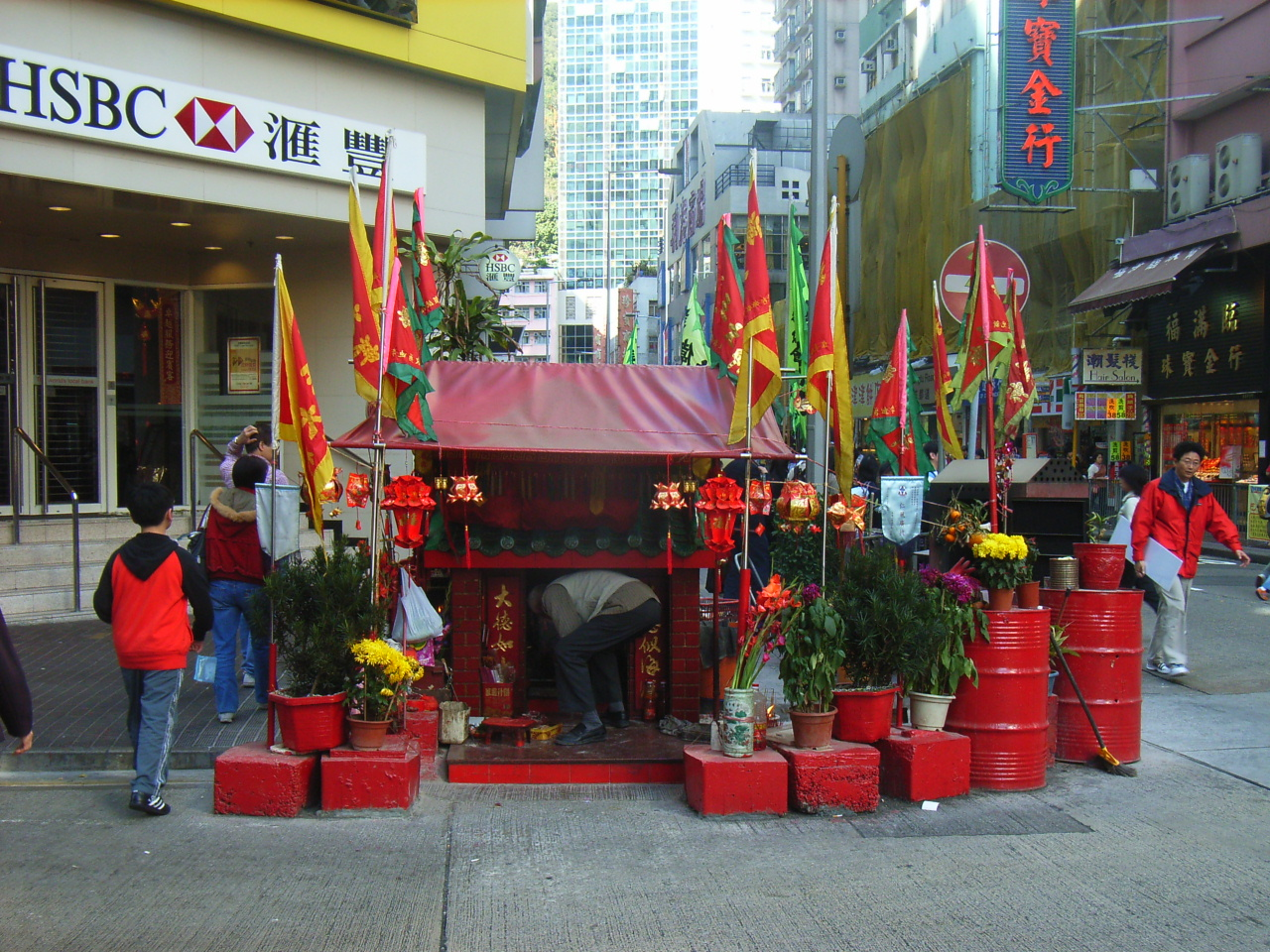
Отделение банка в Гонконге

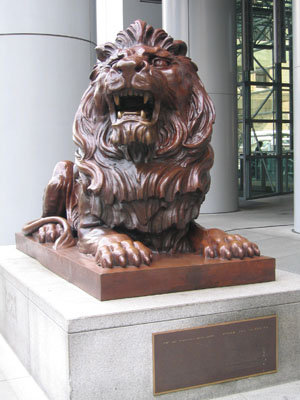
Одна из двух статуй львов перед входом в штаб-квартиру HSBC в Гонконге

The Hongkong and Shanghai Banking Corporation (香港上海滙豐銀行有限公司), также известен как HSBC (Hong Kong) — крупнейший банк Гонконга, одна из крупнейших финансовых групп всего Азиатско-Тихоокеанского региона и один из старейших банков Азии. Штаб-квартира, являющаяся одной из главных достопримечательностей Гонконга, расположена в районе Сентрал, в здании, построенном по проекту архитектора Нормана Фостера. В 1991 году The Hongkong and Shanghai Banking Corporation выступил основателем британской группы HSBC Holdings plc и с тех пор является её дочерней структурой.
В Гонконге The Hongkong and Shanghai Banking Corporation известен как Hongkong Bank, Lion Bank или просто как The Bank. Является одним из трёх банков, наряду с Bank of China (Hong Kong) и Standard Chartered Bank (Hong Kong), осуществляющих эмиссию гонконгских долларов (на конец 2017 года — 58,6 % от HK$455,7 млрд, находящихся в обращении).

## История
По результатам Первой опиумной войны (1840—1842 годы) Великобритании в бессрочное пользование отошёл остров Гонконг, также для торговли Китая с европейцами были открыты несколько портов. Объём торговли существенно возрос, в Гонконге обосновались представительства ряда торговых компаний из Великобритании и других стран Европы, а также из США. К середине 1860-х годов возникла необходимость в надёжном банке, способном финансировать всё возрастающий товарооборот между Китаем и Европой (и прежде всего операции с опиумом). Инициатором создания банка выступил представитель Peninsula and Orient Steam Navigation Company шотландский банкир и политик Томас Сазерленд, его идею поддержали представители других гонконгских компаний, в первую очередь David Sassoon & Co. и Dent & Co., позже к ним присоединились крупнейшие компании Гонконга Jardine Matheson и Russell & Company.
Представители этих компаний играли значительную роль в банке, особенно в первые десятилетия, в частности пост председателя правления занимали Фрэнсис Чомли (Francis Chomley) и Джон Дент (John Dent) из Dent & Co., Фредерик Дэвид Сассун и Эдуард Шеллим (Edward Shellim) из David Sassoon & Co., Дэвид Ландейл (David Landale), Уильям Джардин Гриссон (William Jardine Gresson), Уильям Кезуик (William Keswick), Джеймс Джонстон Кезуик (James Johnstone Keswick), Джеймс Джардин Белл-Ирвинг (J. J. Bell-Irving), Хью Бартон (Hugh Barton) и Джон Джонстон Патерсон (John Johnstone Paterson) из Jardine Matheson, Уильям Хауэлл Форбз (William Howell Forbes) и Роберт Сьюэн (Robert Shewan) из Russell & Company.
Компаниями-учредителями был собран капитал в HK$5 млн, и 3 марта 1865 года банковская компания Гонконга и Шанхая (The Hongkong and Shanghai Banking Company Limited) открыла первое отделение в Гонконге, через месяц в Шанхае, к концу года в Лондоне. Юридической базы для создания банка в колонии не существовало, поэтому по результатам переговоров с британским казначейством в 1866 году компания была перерегистрирована как банковская корпорация Гонконга и Шанхая (The Hongkong and Shanghai Banking Corporation). В первые годы своего существования банк столкнулся с такими трудностями, как банкротство одного из сооснователей, компании Dent & Co. (1867 год), и рядом неудачных инвестиций в развитие гонконгской промышленности, что привело к сокращению резервов с HK$1 млн до HK$100 тысяч.
Несмотря на это банк быстро развивался, к концу первого десятилетия работы он имел представительства в семи странах Азии, Европы и Северной Америки: Иокогама (1866 год), Калькутта (1867 год), Бомбей (1869 год), Сайгон (1870 год), Кобе (1870 год), Осака (1872 год), Манила (1875 год), Сан-Франциско (1875 год). Банк финансировал международную торговлю чаем, шёлком, хлопком, сахаром и серебром. Уже с первого года своего существования он начал печатать гонконгские банкноты; также банк печатал деньги Китая, Таиланда, Сингапура, Пинанга и Японии. В 1874 году банк выдал правительству Китая первый кредит, и вскоре операции с государственными займами становятся более выгодными, чем торговля опиумом. Только за период с 1895 по 1911 год банк предоставил правительству 112 кредитов на сумму 1,806 млрд серебряных долларов; кредиты в основном шли на развитие инфраструктуры: строительство железных дорог, развитие пароходного сообщения и на угольные шахты. Также практически с самого основания банк был уполномочен хранить пошлины, собранные Имперской морской таможней Китая; во всех портах, где открывались отделения таможни, появлялись и отделения банка.
В конце XIX века The Hongkong and Shanghai Banking Corporation становится бесспорным лидером финансового рынка Дальнего Востока, обладая филиалами и дочерними банками в Китае, Японии, Таиланде (с 1888 года), Малайзии и Сингапуре. Влияние The Hongkong and Shanghai Banking Corporation было настолько велико, что он фактически управлял финансами колониального правительства Гонконга, участвовал в управлении счетами британских колониальных властей в Малайзии, Сингапуре и Китае, и даже выпустил первые тайские банкноты. Значительную роль в развитии банка играл Томас Джексон (Sir Thomas Jackson), занимавший пост главного управляющего с перерывами с 1876 года до начала XX века. К 1902 году уставной капитал банка составил HK$10 млн, резервы банка — HK$14,25 млн.
Влияние The Hongkong and Shanghai Banking Corporation не ослабело и после окончания Первой мировой войны: банк открыл новые здания филиалов в Бангкоке (1921 год), Маниле (1922 год) и Шанхае (1923 год), японское отделение было перенесено из Иокогамы в Токио, а в Гонконге, несмотря на Великую депрессию, было построено новое здание центрального офиса (1935 год). Банк оставался основным эмитентом гонконгских долларов, объём этой валюты вырос с 50 млн в 1927 году до 200 млн в 1940 году, и 80 % из них было выпущено The Hongkong and Shanghai Banking Corporation. И всё же в этот период для банка появились новые трудности: на китайском рынке всё большую конкуренцию составлял быстро развивавшийся местный банковский сектор, ухудшились отношения с французскими и голландскими колониальными властями во Вьетнаме и Индонезии соответственно, были прерваны отношения с правительством Филиппин, отделение, открытое во Владивостоке в 1918 году, было закрыто уже в 1924 году. В преддверии японского вторжения в Гонконг, в конце 1940 года, штаб-квартира и резервы The Hongkong and Shanghai Banking Corporation были перенесены в Лондон, этим занимался Артур Морз (Arthur Morse), назначенный генеральным управляющим корпорации. Большая часть персонала осталась в Гонконге и других оккупированных Японией странах Азии, сотни из них погиби в плену, включая главного управляющего Вандлёра Грейбёрна (Vandeleur Grayburn) и его приемника Дэвида Эсмондсона (David C Edmondston). Во время оккупации японцы использовали здание головного офиса под штаб военного правительства Гонконга.
В 1946 году штаб-квартира The Hongkong and Shanghai Banking Corporation была возвращена в Гонконг. Артур Морз, возглавлявший корпорацию до 1953 года, принял деятельное участие в восстановлении не только The Hongkong and Shanghai Banking Corporation, но и Гонконга в целом. Была возобновлена деятельность почти всех отделений в Азии, однако в Китае, с образованием в 1949 году Китайской Народной Республики, банк в начале 1950-х был вынужден свернуть работу, осталось только отделение в Шанхае, но и оно переехало в более скромный офис. В то же время поток эмигрантов из КНР привёл к экономическому буму в Гонконге, уже в 1953 году здесь было создано более 3 тысяч новых предприятий (преимущественно текстильной отрасли). The Hongkong and Shanghai Banking Corporation сделал одним из основных направлений своей деятельности финансирование этих производителей.
Потеря китайского рынка вызвала необходимость расширения деятельности в другие страны. В 1955 году в Калифорнии был учреждён дочерний банк The Hongkong and Shanghai Banking Corporation of California. В 1959 году были поглощены два британских банка: The Mercantile Bank, который вёл деятельность в Индии, и The British Bank of the Middle East (первоначально, в 1889 году, он был основан как The Imperial Bank of Persia в Иране, затем, в 1940-х, перенёс деятельность из Ирана в другие страны Ближнего Востока). В 1965 году банковская корпорация стала держателем контрольного пакета акций конкурирующего гонконгского Hang Seng Bank.
В 1972 году The Hongkong and Shanghai Banking Corporation основала торговый банк Wardley Limited и страховую компанию Carlingford. В конце 1970-х годов в КНР начали создаваться Особые экономические зоны, и гонконгский банк поспешил воспользоваться возможностью вернуться на китайский рынок. В 1979 году были открыты отделения в Гуанчжоу и Пекине, в 1984 году он стал первым иностранным банком, получившим лицензию на ведение банковской деятельности для отделения в Шэньчжэне.
В 1980 году была предпринята попытка враждебного поглощения Royal Bank of Scotland, но эта операция была заблокирована британскими властями. В 1981 году The Hongkong and Shanghai Banking Corporation купила 51 % акций нью-йоркского Marine Midland Bank (взамен проданной калифорнийской дочерней компании); эта покупка почти удвоила активы корпорации (с HK$125,3 млрд до HK$243 млрд). Также в 1981 году был основан дочерний банк в Канаде Hongkong Bank of Canada. В этом же году банковская корпорация вышла на африканский рынок, купив контрольный пакет акций Equator Bank, а в следующем году также на рынок Кипра, в обоих случаях через дочерний банк Wardley. Из крупных неудач этого периода следует отметить списание латиноамериканских активов Marine Midland Bank на сумму $1,8 млрд и финансовую поддержку австралийского магната Алана Бонда, впоследствии обанкротившегося.
В 1985 году архитектор Норман Фостер закончил новое здание штаб-квартиры The Hongkong and Shanghai Banking Corporation в Гонконге. На тот момент небоскреб HSBC Main Building был самым дорогим в мире (HK$5,2 млрд) и включал ряд инновационных технических решений. Этот небоскрёб стал четвёртым зданием штаб-квартиры, возведённым на этом месте (второе было завершено в 1886 году, а третье в 1935 году). Считается, что это место наиболее благоприятно в Гонконге с точки зрения фен-шуй.
В 1986 году был основан австралийский Hongkong Bank of Australia, в 1987 году было завершено поглощение Marine Midland Bank и была куплена доля в британском Midland Bank. Созданное в 1992 году управление денежного обращения Гонконга взяло на себя большинство функций центрального банка этой территории, которые до этого выполняла The Hongkong and Shanghai Banking Corporation (эмиссия денег осталась у коммерческих банков). В 1991 году был установлен полный контроль над Midland Bank. В Лондоне был учрежден HSBC Holdings — холдинговая компания всей группы HSBC, в то время включавшей более 500 дочерних обществ в 50 странах мира, её активы после поглощения Midland Bank выросли с £86 млрд до £170 млрд. Гонконгская штаб-квартира The Hongkong and Shanghai Banking Corporation служила головным офисом всей группы до переезда последней в Лондон в 1993 году в здание, также построенное по проекту Нормана Фостера. В 1998 году красный шестиугольник стал единым логотипом для всех отделений HSBC, также были унифицированы названия большинства дочерних структур.
В 2002 году The Hongkong and Shanghai Banking Corporation купила долю в страховой компании Ping An Insurance (Шэньчжэнь), в 2005 году — 19 % акций Bank of Communications (Шанхай) и долю в Techcombank (Вьетнам). В 2007 году начал работу HSBC Bank (China) со штаб-квартирой в Шанхае, также были куплены The Chinese Bank (Тайвань) и доля в страховой компании Bao Viet Holdings (Вьетнам).
В 2013 году доля в Ping An Insurance была продана таиландскому конгломерату Charoen Pokphand. По состоянию на 2018 год Ping An Insurance являлась крупнейшей страховой компанией в мире, а также крупнейшим акционером HSBC Holdings, ей принадлежало 5,05 % акций, стоимость этого пакета составляла около $10 млрд.
В 2023 году инвестиционные активы HSBC в области управления капиталом во внутренних районах Китая выросли на 53 % по сравнению с предыдущим годом, а клиентская база в данной сфере — более чем на 30 %. В июне 2024 года дочерний банк HSBC China завершил сделку по приобретению за 3,6 млрд долл. США портфеля Citigroup в сфере управления активами физлиц во внутренних районах Китая.

## Руководство
- Питер Вон (Peter Tung Shun Wong, род. в 1951 году в Гонконге) — председатель совета директоров с 2021 года, до этого (с 2010 года) был генеральным директором The Hongkong and Shanghai Banking Corporation, в HSBC с 2005 года; также председатель совета директоров HSBC Bank (China) Company. Образование — университет Индианы (степень магистра по администрированию). С 1980 по 1997 год работал в Citibank, с 1997 по 2005 год — в Standard Chartered Bank[1][14].
- Дэвид Ляо (David Yi Chien Liao) — один из двух генеральных директоров с июня 2021 года, также член правления HSBC Holdings и входит в советы директоров Hang Seng Bank и Bank of Communications.
- Сурендранат Роша (Surendranath Ravi Rosha) — один из двух генеральных директоров с июня 2021 года, также входит в правление HSBC Holdings и совет директоров HSBC Bank Malaysia ранее возглавлял HSBC India.

## Деятельность
The Hongkong and Shanghai Banking Corporation Limited является основой группы HSBC, на него приходится 44 % активов группы ($1,33 трлн из $3,04 трлн) и 48 % выручки ($32 млрд из $66 млрд). Основным направлением деятельности являются банковские услуги, на процентный доход приходится почти половина выручки корпорации (131 млрд из 250 млрд гонконгских долларов выручки в 2023 году), остальное приносит плата за различные финансовые услуги, включая обслуживание счетов и банковских карт, управление активами, хранение ценностей и брокерские услуги, а также страхование жизни.
В структуре активов более трети приходится на кредиты и авансы клиентам (3,56 трлн из 10,50 трлн гонк. долл.), ещё 2,03 трлн гонк. долл. занимают финансовые инвестиции. В структуре пассивов основная категория — принятые депозиты (6,26 трлн гонк. долл.).
Несмотря на достаточно широкую географию деятельности, на Гонконг приходится львиная доля выручки The Hongkong and Shanghai Banking Corporation, 156 млрд из 250 млрд гонк. долл., далее по значимости следуют материковый Китай (20 млрд), Сингапур (18 млрд), Индия (14 млрд), Австралия (9 млрд), Малайзия (7 млрд), Тайвань (5 млрд) и Индонезия (4 млрд). Доля гонконгских активов столь же значительна, 7,49 трлн из 10,50 трлн гонк. долл..
С августа 2000 года The Hongkong and Shanghai Banking Corporation уполномочена осуществлять клиринговые операции в американских долларах в гонконгской системе оптовых расчётов в режиме реального времени (англ. Real Time Gross Settlement), на 2017 год корпорация осуществляла по 24 360 транзакций на сумму $35,6 млрд в сутки.

## Структура
The Hongkong and Shanghai Banking Corporation со штаб-квартирой в Гонконге является центром операционного региона группы HSBC «Азия» (до 2014 года он состоял из двух регионов, Юго-восточная Азия и Океания и Гонконг).
В 2014 году в The Hongkong and Shanghai Banking Corporation, включая филиалы и дочерние банки, работало более 68 тыс. человек, из которых 37 тыс. человек — в штаб-квартире и более 220 отделениях в самом Гонконге (с 2011 года банк начал существенное сокращение персонала). Основными дочерними структурами The Hongkong and Shanghai Banking Corporation являются:
- Hang Seng Bank Limited (Гонконг, банкинг, 62,14 %)
- HSBC Bank (China) Company Limited (КНР, банкинг, 100 %)
- HSBC Bank Malaysia Berhad (Малайзия, банкинг, 100 %)
- HSBC Bank Australia Limited (Австралия, банкинг, 100 %)
- HSBC Bank (Taiwan) Limited (Тайвань, банкинг, 100 %)
- HSBC Bank (Singapore) Limited (Сингапур, банкинг, 100 %)
- HSBC Life (International) Limited (Бермудские острова, страхование, 100 %)

The Hongkong and Shanghai Banking Corporation имеет более 600 офисов в 20-и странах Азиатско-Тихоокеанского региона — Гонконге, Китае, Тайване, Южной Корее, Японии, Вьетнаме, Филиппинах, Таиланде, Малайзии, Сингапуре, Индонезии, Бангладеш, Индии, Шри-Ланке, Австралии и Новой Зеландии.
The Hongkong and Shanghai Banking Corporation является держателем 19 % акций китайского банка Bank of Communications Co., Limited с активами $1,38 трлн, 38-й крупнейшей публичной компании мира по версии списка Forbes Global 2000 за 2018 год.

## Финансовые показатели
|                     | 2004…  | 2009  | 2010  | 2011  | 2012  | 2013  | 2014  | 2015  | 2016  | 2017  | 2018  | 2019  | 2020  | 2021  | 2022   | 2023   |
| ------------------- | ------ | ----- | ----- | ----- | ----- | ----- | ----- | ----- | ----- | ----- | ----- | ----- | ----- | ----- | ------ | ------ |
| Выручка             | 81,01… | 155,1 | 171,4 | 187,6 | 217,3 | 259,2 | 233,6 | 235,9 | 232,7 | 255,2 | 210,5 | 219,4 | 189,3 | 178,7 | 200,8  | 249,7  |
| Чистая прибыль      | 36,55… | 50,21 | 63,28 | 73,90 | 90,72 | 129,1 | 92,18 | 99,98 | 84,80 | 96,02 | 103,0 | 105,7 | 69,45 | 67,35 | 76,40  | 90,75  |
| Активы              | 2487…  | 4361  | 5040  | 5607  | 6065  | 6439  | 6877  | 6954  | 7549  | 7943  | 8263  | 8662  | 9416  | 9903  | 10 198 | 10 500 |
| Собственный капитал | 100,1… | 260,2 | 320,1 | 371,3 | 473,1 | 522,2 | 608,3 | 635,9 | 679,1 | 753,0 | 752,8 | 814,7 | 845,4 | 856,8 | 807,6  | 812,7  |